# Château du Quesnay (Vatteville-la-Rue)
Le château du Quesney est un ancien château fort, du XIe siècle, dont les vestiges se dressent sur le territoire de la commune française de Vatteville-la-Rue, dans le sud du département de la Seine-Maritime, en région Normandie.
Le château est partiellement inscrit aux monuments historiques.

## Localisation
Les ruines du château du Quesney sont situées, en bordure de la Seine, en rive gauche, à 1,3 kilomètre au sud de l'église Saint-Martin de Vatteville-la-Rue, en aval de Rouen, dans le département français de la Seine-Maritime.
À l'époque de sa construction la Seine baigne ses pieds, et il surveille un petit port dans une crique située sous le château.

## Historique
Guillaume le Conquérant aurait fait don à son partisan Robert de Beaumont († 1118) et sa famille du fief de Vatteville et de la forêt de Brotonne. De cette période daterait le château primitif, probablement un donjon en bois sur une motte.
En 1120, les jumeaux de Beaumont-Meulan reçoivent leur héritage conformément aux vœux de leur père, Robert Ier. Galeran (1104-1166) reçoit le comté de Meulan ainsi que Beaumont et ses dépendances, Brionne et Pont-Audemer, son frère Robert (1104-1168) reçoit la partie anglaise : le comté de Leicester.
En 1123, le château abrite Galeran dans la conjuration des barons normands contre Henri Ier Beauclerc, roi d'Angleterre et duc de Normandie, afin d'imposer le fils de Robert Courteheuse, Guillaume Cliton, comme successeur au duc. Assiégé et fait prisonnier, son château est détruit en 1124. Il regagne Vatteville cinq ans plus tard et reconstruit le château. Un donjon polygonal est édifié sur la motte, représentatif des châteaux à donjon-coquilles (Shell-Keep). Un bâtiment résidentiel est construit dans la basse-cour. Suivant une charte rédigée avant Pâques 1154, il fait élever devant la porte du château une chapelle en l'honneur de la Vierge Marie. Le domaine de Vatteville et la forêt de Brotonne restent dans la famille des Beaumont-Meulan jusqu'au XIIIe siècle. Vers 1195, Jean sans Terre occupe Vatteville et reconstruit les bâtiments seigneuriaux.
Lors de la conquête de la Normandie par Philippe Auguste, Vatteville est confisqué et réuni au domaine royal. Des gouverneurs sont alors nommés au château. Dans une charte de Saint Louis datée de 1232, qui confirme une charte de Robert de Meulan, est cité un certain Erchembauld institué gouverneur de Vatteville, et un certain Nicolas lui succède, puis sous Charles V c'est Réginald Dequestot qui est nommé à ce poste,. Le château est désormais confié à des capitaines dont les noms apparaissent épisodiquement dans la comptabilité royale : Jean Sonnain en 1360, de 1368 à 1379, Jean de Berguettes, chevalier, chambellan du roi.
Le 20 avril 1381, Robert Assire, trésorier du roi adresse à Jehan de Wis, gouverneur de la vicomté de Pont-Authou un mandement, avec le visa de Jehan de Seillot, maître des œuvres de charpenterie de la vicomté de Rouen,  lui ordonnant de payer les travaux de réparation du château de Vatteville, qui avaient été faits du temps où Richard de Brumare était vicomte et qui étaient restés impayés, et le 15 mai 1381 un nouveau mandement est adressé pour cette fois le paiement des sommes dues à un fèvre et à un marchand de cuivre de Rouen pour travaux faits au pont-levis, exécutés par Me Guillaume Cauchois.
Durant le XIVe siècle, divers travaux sont réalisés, notamment sur le pont-levis. La forteresse de Vatteville disparaît durant la guerre de Cent Ans, soit avec une démilitarisation volontaire ou une destruction partielle, le système défensif étant devenu obsolète. Cependant quelques documents nous révèlent que le château a encore son importance, sans doute due à sa position géographique  sur les rives de la Seine, à proximité d'un port et en aval de Rouen et de Paris. Il n'est par véritablement renforcé, mais on assure son entretien et des visites d'inspection ont lieu et des travaux effectués. Ainsi, en mars 1370, Guillaume Anxeau, conseiller du roi, bailli de Rouen et de Gisors, accompagné de Le Baudrain de la Heuse, chevalier, également conseiller du roi, font une « visitation » dans plusieurs bailliages de plusieurs forteresses et châteaux (fort de Saint-Wandrille, Jumièges, Vatteville, au Trait). En novembre 1370 et en avril 1371 des lettres du Grand Conseil du Roi sont envoyées aux capitaines de Vatteville, Moulineaux, de Pont-de-l'Arche, du Grand-Goulet, de Douville, du Petit-Goulet et de Château Gaillard, afin de leur recommander de faire bonne garde de jour comme de nuit.
Des fouilles, concentrées sur la basse-cour et l'environnement du château sont réalisées de 1994 à 1998 sur la base de deux campagnes par an, par Anne-Marie Flambard Héricher, dans le cadre de chantiers-écoles de l'Université de Rouen.

## Description
La forteresse se compose d'un Shell-Keep bâti sur motte, et d'une résidence seigneuriale dans la basse-cour attenante, séparée de la motte par un profond fossé.
À la base d'un des murs à l'est est utilisé l'appareil en arête-de-poisson. Le donjon est de forme polygonale.
Les fouilles de la fin du XXe siècle ont permis de restituer l'aspect du château avant et après la destruction de 1123 : un logis seigneurial sur deux niveaux avec aula, camera, cuisine, réserves, des bâtiments de service (forge, sellerie), un port voisin, ainsi que la mise au jour de mobiliers : céramique, objets métalliques, restes osseux…

### La chapelle
La chapelle, qui était desservie par un abbé, devait se situer probablement dans la basse-cour, ou devant la porte de la basse-cour. Son utilisation continue est attestée par les pouillés notamment sous Pierre de Collemezzo (1236-1244) avec des additions au temps d'Eudes Rigaud (1248-1275). En 1402 on voit dans le « coutumier » d'Hector de Chartres convoquer les usagers de Vatteville, pour la cohue, à la « capelle » du château. Un texte de 1564 nous montre qu'à cette date la chapelle est « bien garnie ».

## Protection aux monuments historiques
Les vestiges du château : motte, basse-cour et fossés adjacents font l’objet d’une inscription au titre des monuments historiques par arrêté du 4 avril 1996.

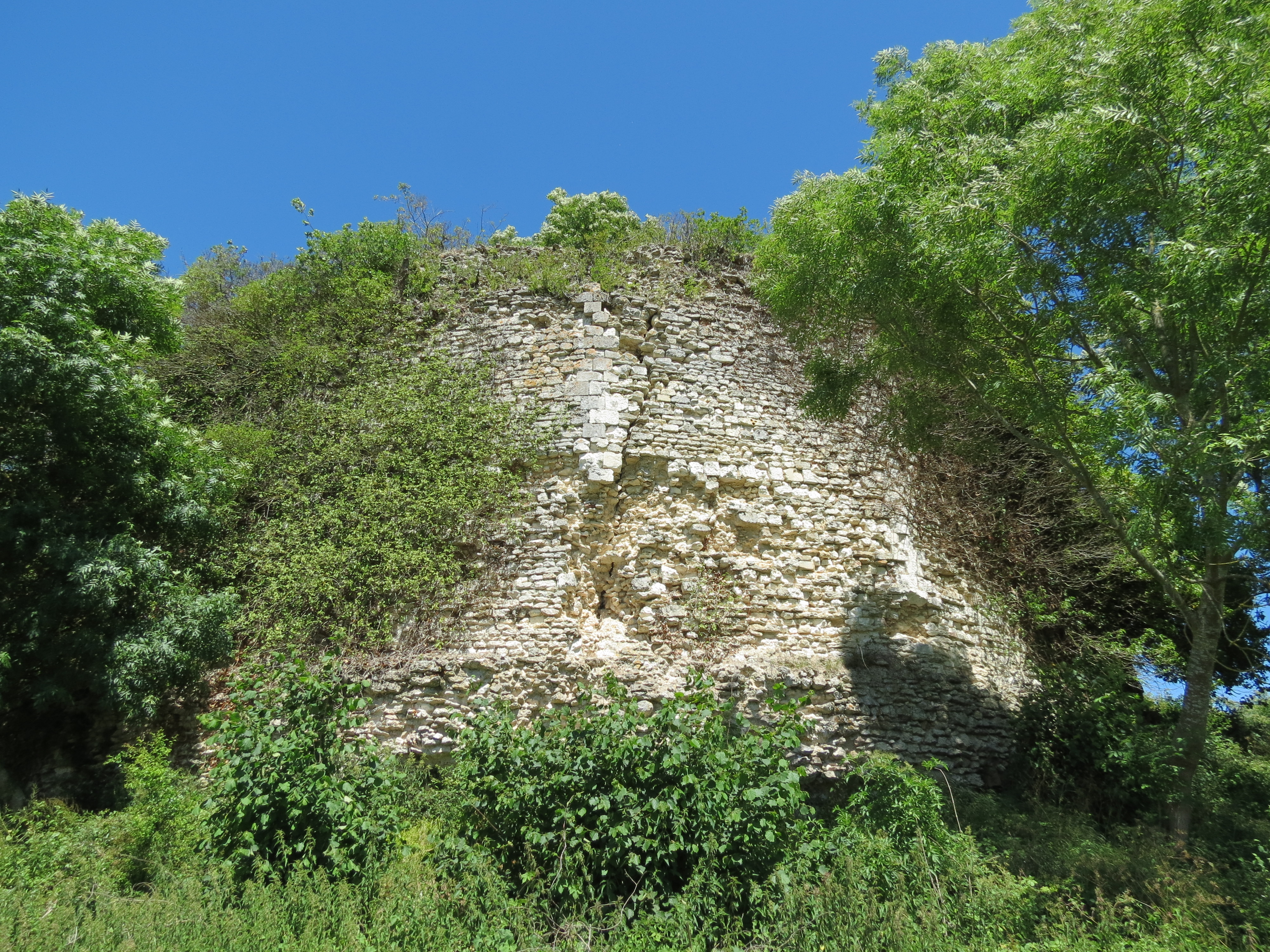
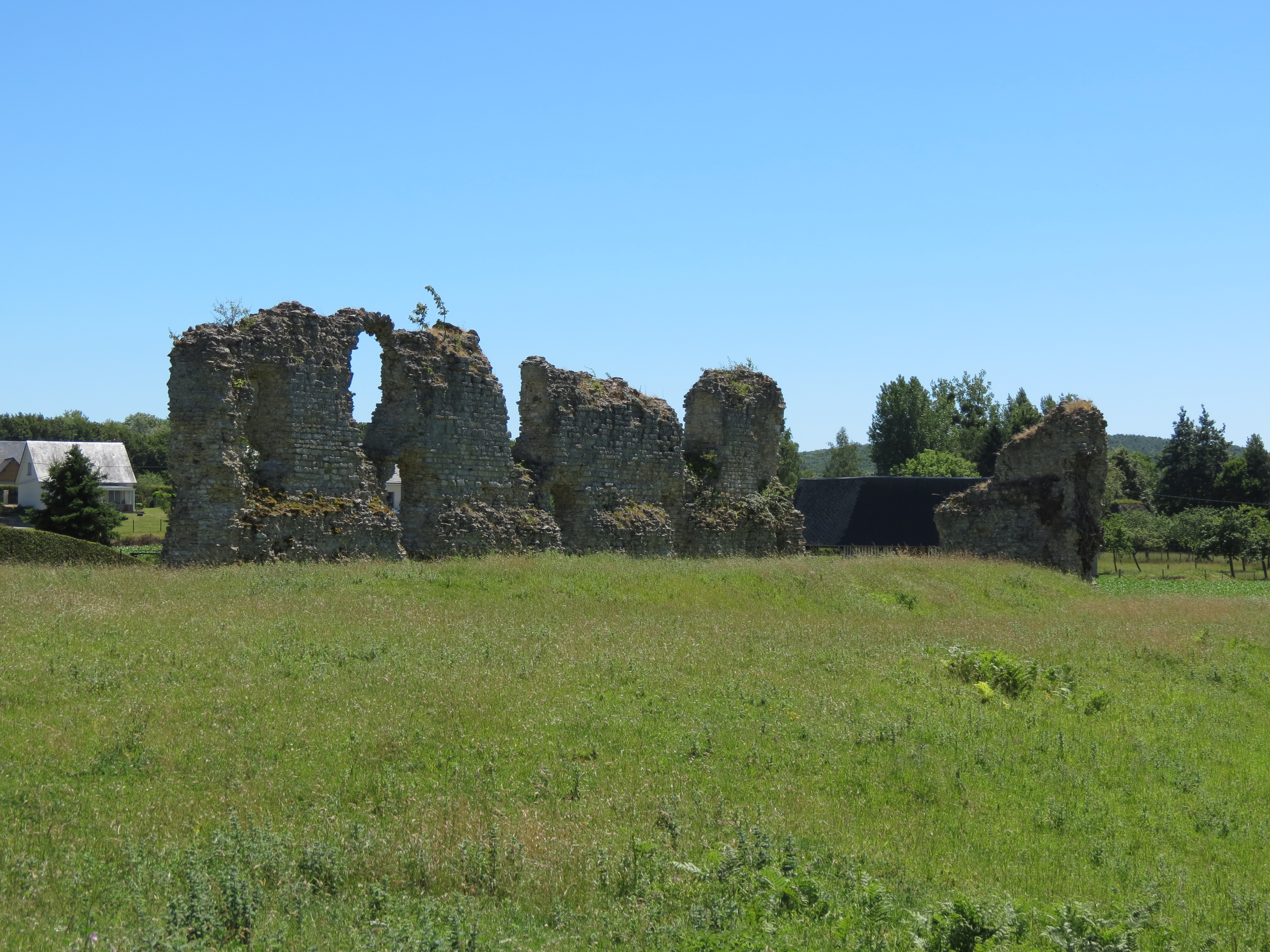
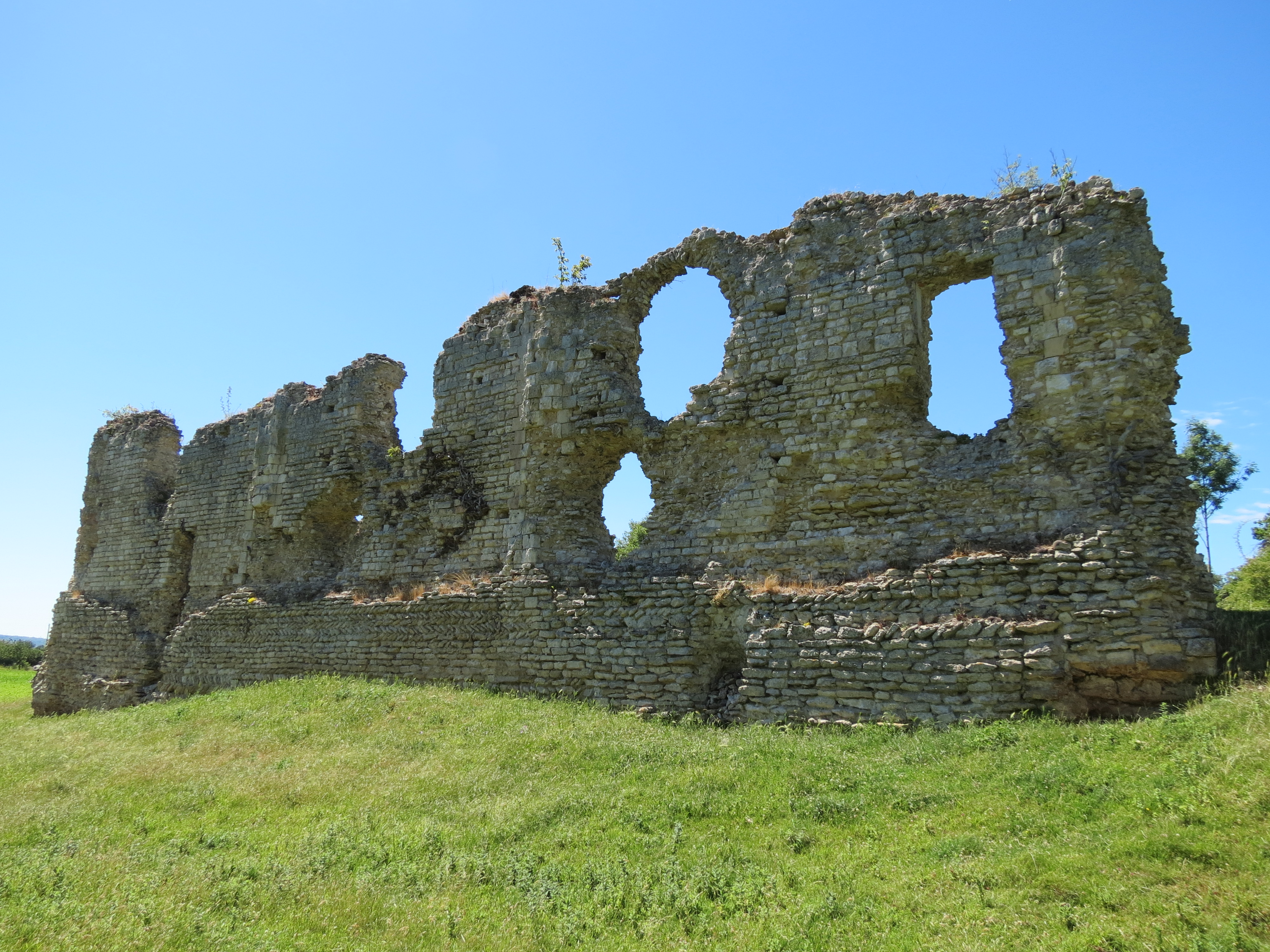